# 닷지 챌린저
닷지 챌린저(Dodge Challenger)는 크라이슬러의 닷지 디비전에서 만드는 머슬카이다. 차명인 '챌린저(영어: Challenger)'는 도전자(挑戰者)를 뜻한다.

## 역사

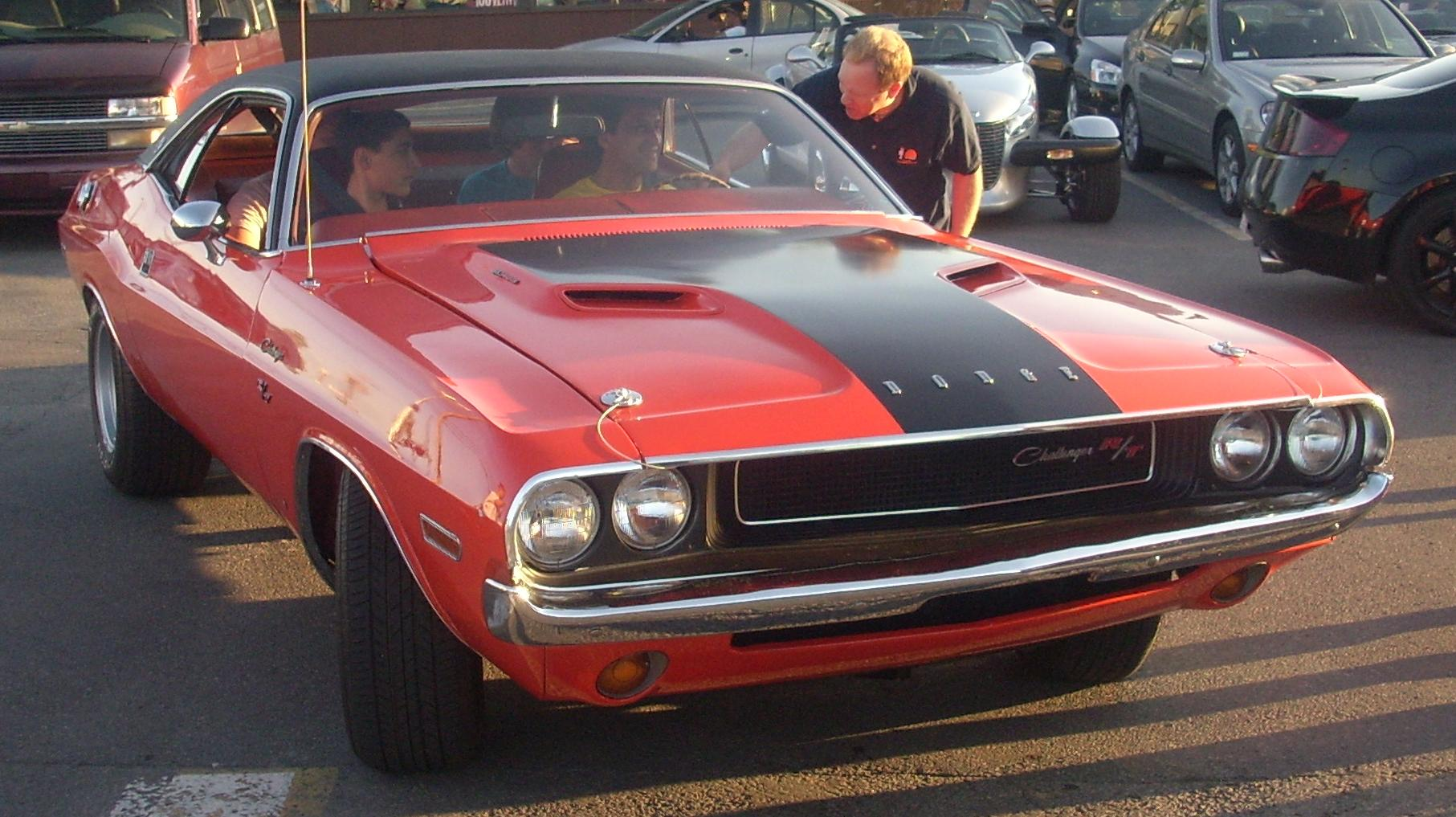
1970년형 챌린저 R/T

### 1세대 (1970~1974)

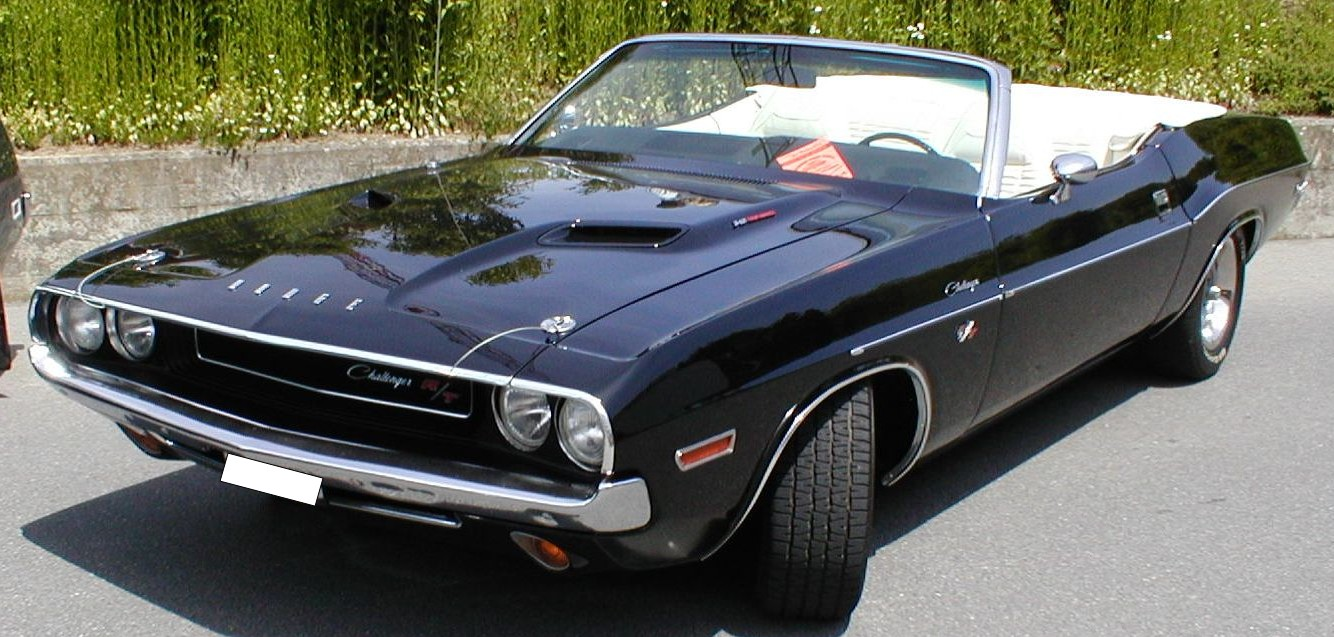
1970년형 챌린저 R/T 컨버터블

1970년에 닷지에서는 차저의 아랫등급이자 포드 머스탱과 쉐보레 카마로의 대항마로 플리머스 바라쿠다(Barracuda)의 플랫폼을 기반으로 한 포니카인 챌린저를 처음 내놓았다. 챌린저의 디자인은 본래 차저를 디자인한 칼 캐머런이 차저의 페이스리프트 디자인 중 하나로 제안한 것이나, 이후 바라쿠다의 플랫폼을 약간 수정한 E 플랫폼에 적용되어 챌린저가 탄생하였다. 쿠페와 컨버터블의 2가지 타입으로 출시되었으며, 기본형의 직렬6기통 145HP 엔진부터 426 헤미 엔진(V8 7.0리터 425HP), 440 매그넘 엔진(V8 7.2리터 390HP)까지 다양하게 선택할 수 있었다.

그러나 대배기량 엔진의 환경문제와 보험료 인상, 1973년에 석유파동 등으로 미국의 자동차 배기가스 배출 규제가 시작되면서 머슬카의 인기가 쇠퇴, 판매가 급감하여 1974년에 플리머스 바라쿠다, 더스터와 함께 후속 없이 단종되었다.

### 2세대 (1978~1983)

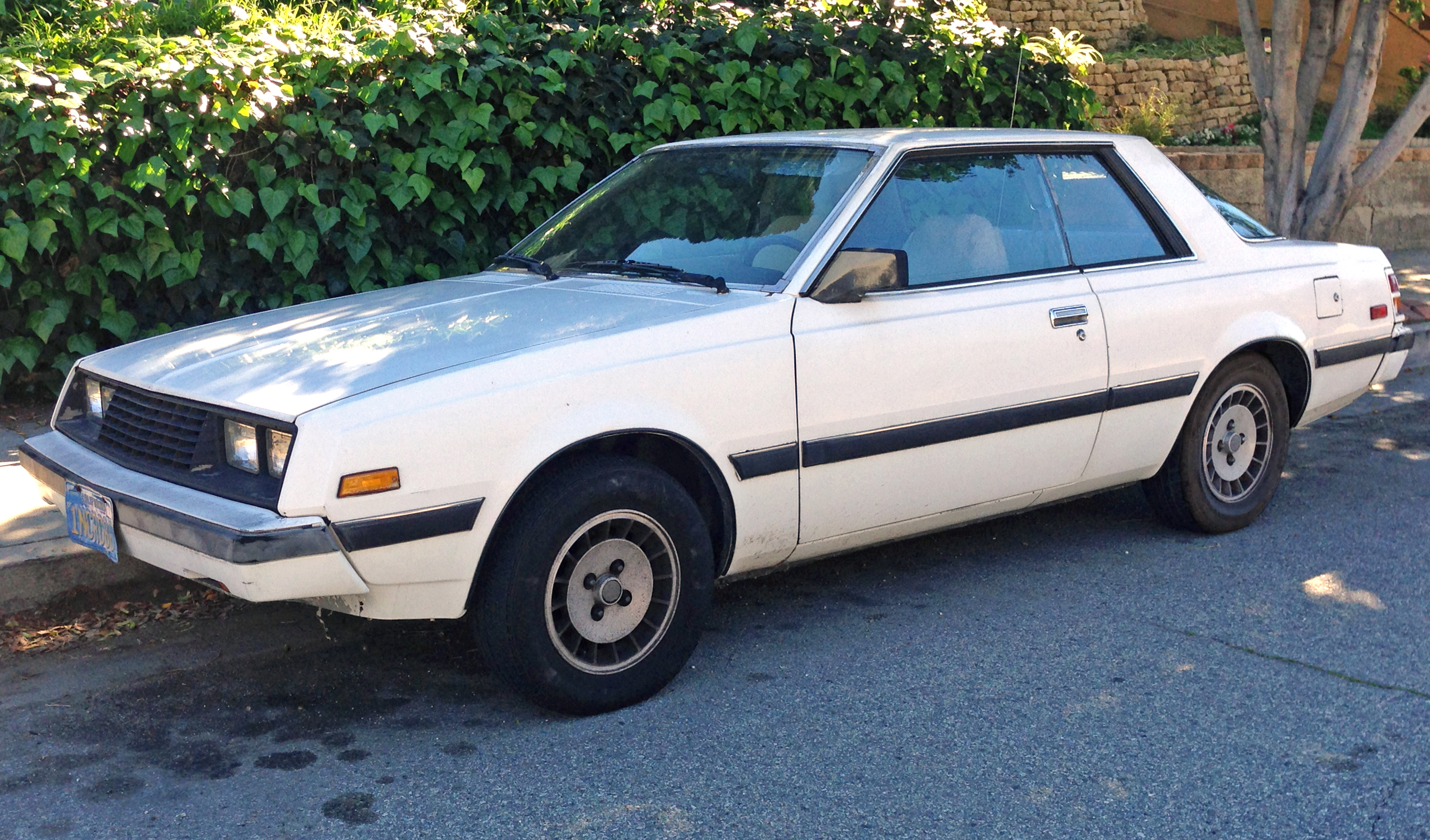
닷지 챌린저 X 정측면

1978년부터 닷지는 일본의 미쓰비시 갤랑 람다 쿠페에 챌린저 이름을 붙여 판매하였으나, 별다른 인기를 얻지 못하고 1983년에 단종되었다. 이 차량은 일본에서 완제품으로 직수입한 차량으로서 엄밀히 1세대 챌린저의 실질적인 후속 모델이 아니라, 이름만 빌려서 사용한 차종이다. 이후 1984년에 갤랑 람다의 후속 모델인 스타리온이 닷지 브랜드로도 출시되었으나, 챌린저의 이름을 계승하지 않고 '콩퀘스트(Conquest)'라는 별도의 이름으로 출시되었다.

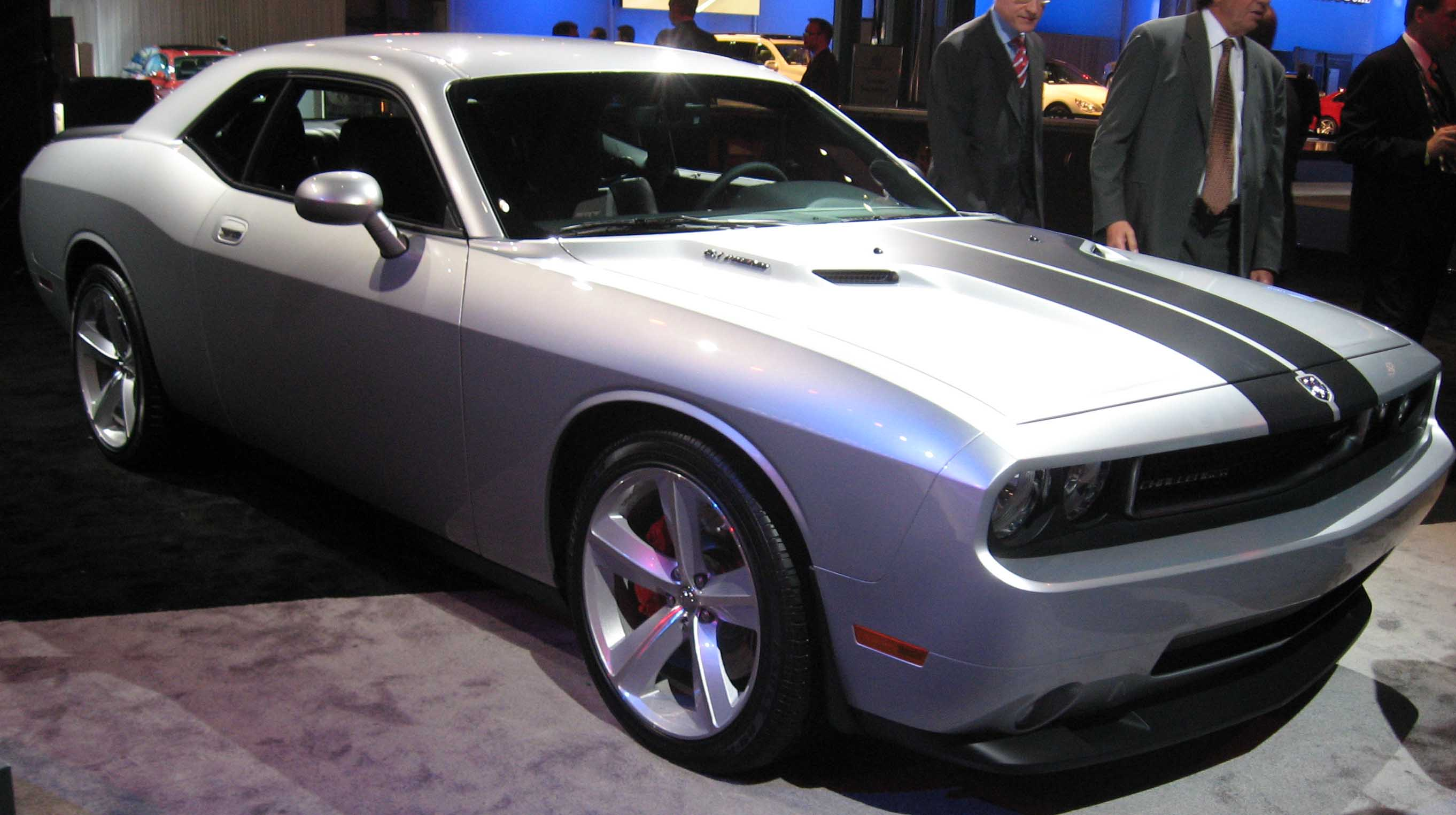
2009년형 챌린저 SRT8

### 3세대 (2008~2023)
2006년 1월 닷지는 북미 국제 자동차 전시회를 통해 1970년형 모델을 재현한 챌린저 컨셉트카를 선보였다.

2007년 2월, 크라이슬러는 닷지 챌린저를 컨셉트카 디자인과 거의 동일하게 양산하겠다는 계획을 발표하였고, 2008년 봄부터 양산, 시판에 들어갔다. 라인업은 SE(V6 3.5리터 250마력 엔진), R/T(V8 5.7리터 376마력 헤미엔진), SRT8(V8 6.1리터 425마력 헤미엔진)을 갖추었다.

2011년 3월, 닷지는 제81회 제네바 모터쇼에서 6.4리터 470마력 헤미 엔진을 장착한 챌린저 SRT8 392 한정판을 공개했다. 이 모델은 총 1,492대만 한정 생산했다.
2012년식은 기본 SE 트림은 나머지 닷지 라인업의 명명 방식과 일치하도록 SXT로 이름이 변경되었으며, 2013년에 V6 모델과 함께 랠리 레드라인 패키지가 추가되었다.
2014년식은 소폭의 변화를 주면서 슈퍼 스포트 그룹 패키지가 출시되었고, 이후 지난 2013년 LA 모터쇼에서 공개된 100주년 모델 한정판이 선보였다.
2015년식은 페이스 리프트를 거치면서 많은 변화가 일어났다. 고성능 트림은 SRT-8이 없어진 대신에 SRT 392와 SRT 헬켓이 그 자리를 대신했으며, 5단 자동 변속기가 8단 ZF 8HP 자동으로 대체되었다. 또한 외관에 그릴과 전조등 및 후미등에 변화를 줬다.
2017년에는 동급 머슬카에선 찾아보기 어려운 4륜구동 모델인 GT 트림과 초고성능 모델인 SRT 데몬이 추가되었다.
2020년에는 데몬의 아랫급에 해당되는 슈퍼 스톡이 선보였다.
2022년 8월 16일에는 팀 쿠니스키즈 닷지 CEO에 따르면 단종이 발표됐다.
2023년에는 SRT 데몬 170이 선보였다. 이후 12월 22일에 단종되었으며, 후속 차종은 차저 2도어 쿠페 모델로 대체되었다.

## 대한민국내 수입
아직까지 크라이슬러 코리아측의 대한민국내 닷지 챌린저 수입 및 판매에 대한 계획이나 발표는 전무한 상황이다.

## 영화 속의 챌린저
- 2007년 퀜틴 타란티노가 감독한 영화 데쓰 프루프에서 뉴질랜드 출신의 스턴트우먼 조이 벨이 친구들과 함께 빌려 보닛 위에서 매달리는 묘기를 선보이는 차량으로 닷지 챌린저가 등장한다[4].
- 2003년 영화 패스트 앤 퓨리어스 2에서 중반에 두 주인공이 드래그 레이스를 통해 획득하는 2대의 머슬카 중 로먼 피어스(Roman Pearce : 타이레스 깁슨 분)가 운전하는 오렌지색 차량이 닷지 챌린저이다.

- 2015년 영화 분노의 질주: 더 세븐의 자동차 스카이다이빙 장면에서 레티 오티즈(Letty Ortiz : 미셸 로드리게스 분)가 험로주파용으로 개조한 닷지 챌린저 SRT8을 타고 낙하한다.

- 2017년 영화 분노의 질주: 더 익스트림의 베를린 신에서 루크 홉스(Luke Hobbs : 드웨인 존슨 분)을 제외한 팀 멤버들이 타고 나오는 은색 차량이 닷지 챌린저 SRT 데몬이다.
- 2019년 영화 뺑반에서 정재철(조정석 분)의 닷지 챌린저(버스터)

## 주요 제원
챌린저 R/T 기준임.

### 규격
- 길이×너비×높이 : 5,023×1,923×1,449mm
- 축간거리 : 2,946mm
- 공차중량 : 1,833kg
- 승차정원 : 5명

### 동력계통
- 엔진형식 : V8 OHV 5,654cm³
- 최대출력 : 376HP/5,200rpm
- 최대토크 : 56.7kg·m/4,300rpm
- 구동계 : 전방 세로배치/후륜구동
- 연료탱크 : 85리터
- 변속기 : 수동 6단
- 연료 : 수동 6단 고급유 자동 일반유

### 차대
- 서스펜션 : 위시본(앞)/5링크(뒤)
- 스티어링 : 랙 앤 피니언(파워)
- 브레이크 : 4륜 디스크(ABS, ESP)
- 타이어 : 235/45 ZR20

### 연비
- 도심 : 6.8km/l
- 고속 : 10.6km/l

### 가격
- 29,820달러(약 4,056만원. 미국 기준)

## 같이 보기
- 포드 머스탱
- 쉐보레 카마로